# Kalasetti Koppa, Hosanagara
Kalasetti Koppa là một làng thuộc tehsil Hosanagara, huyện Shimoga, bang Karnataka, Ấn Độ.